# Platynus jejunus
Platynus jejunus är en skalbaggsart som beskrevs av Leconte 1878. Platynus jejunus ingår i släktet Platynus och familjen jordlöpare. Inga underarter finns listade i Catalogue of Life.